# Li Jie (football)
Pour les articles homonymes, voir Li Jie.
Li Jie (en chinois : 李杰), née le 8 juillet 1979 à Pékin, est une footballeuse chinoise.

## Carrière
Li Jie compte 200 sélections en équipe de Chine féminine de football, sa carrière internationale se terminant en 2008.
Elle dispute notamment les Jeux olympiques d'été de 2004 et les Jeux olympiques d'été de 2008, es Chinoises terminant respectivement aux 9e et 5e places. Elle est aussi médaillée d'argent des Jeux asiatiques de 2002 et médaillée de bronze des Jeux asiatiques de 2006.